# کیرک‌پاتریک (اوهایو)
کیرک‌پاتریک (به انگلیسی: Kirkpatrick) یک منطقهٔ مسکونی در ایالات متحده آمریکا است که در شهرستان ماریون، اوهایو واقع شده‌است.